# Farah Palmer
Pour les articles homonymes, voir Palmer.

a Compétitions nationales et continentales officielles uniquement.

b Matchs officiels uniquement.
Dernière mise à jour le 26 novembre 2024.
Farah Palmer, née le 27 novembre 1972 à Te Kuiti (Nouvelle-Zélande), est une joueuse internationale néo-zélandaise de rugby à XV. Elle occupe le poste de talonneuse. Elle représente les Black Ferns entre 1996 et 2006, remportant trois titres en Coupe du monde.

## Biographie

### Carrière en sélection
Farah Palmer connaît sa première sélection en équipe de Nouvelle-Zélande le 31 août 1996 contre l'Australie. Elle devient la capitaine de cette équipe dès l'année suivante.
En tant que capitaine, elle participe à trois Mondiaux féminins, en 1998, 2002 et en 2006, que son équipe remporte à chaque fois.
Elle met un terme à carrière de joueuse après la finale de la Coupe du monde 2006 remportée face à l'Angleterre.

## Palmarès
- 35 sélections en équipe de Nouvelle-Zélande entre 1996 et 2006.
- 25 points marqués (5 essais).
- Championne du monde en 1998, 2002 et en 2006.